# Pterygophyllum laetevirens
Pterygophyllum laetevirens là một loài Rêu trong họ Hookeriaceae. Loài này được (Hook. & Taylor) Brid. mô tả khoa học đầu tiên năm 1827.